# نیلز اشمالر
نیلز اشمالر (انگلیسی: Nils Schmäler؛ زادهٔ ۱۰ نوامبر ۱۹۶۹) بازیکن فوتبال اهل آلمان است.
از باشگاه‌هایی که در آن بازی کرده‌است می‌توان به باشگاه فوتبال دینامو درسدن، باشگاه فوتبال اشتوتگارت، و باشگاه فوتبال آینتراخت برانشوایگ اشاره کرد.